# Сегура-де-лос-Баньйос
Сегура-де-лос-Баньйос (ісп. Segura de los Baños) — муніципалітет в Іспанії, у складі автономної спільноти Арагон, у провінції Теруель. Населення — 40 осіб (2010).
Муніципалітет розташований на відстані близько 240 км на схід від Мадрида, 70 км на північ від міста Теруель.

## Демографія
Динаміка населення (INE ):